# Свічківський (заказник)
Свічкі́вський — гідрологічний заказник місцевого значення у Золотоніському районі Черкаської області.

## Опис
Як об'єкт природно-заповідного фонду створено рішенням Черкаської обласної ради від 28.08.2009 № 28-8/V. Землекористувач або землевласник, у віданні якого перебуває заповідний об'єкт —  Шрамківська сільська громада. 
Територія являє собою заболочену місцевість лівого берега річки Чумгак. Це цінний природний комплекс, який поєднує заболочені ділянки з ділянками, вкритими листяними породами дерев.